# St. Martin (Altenbergen)

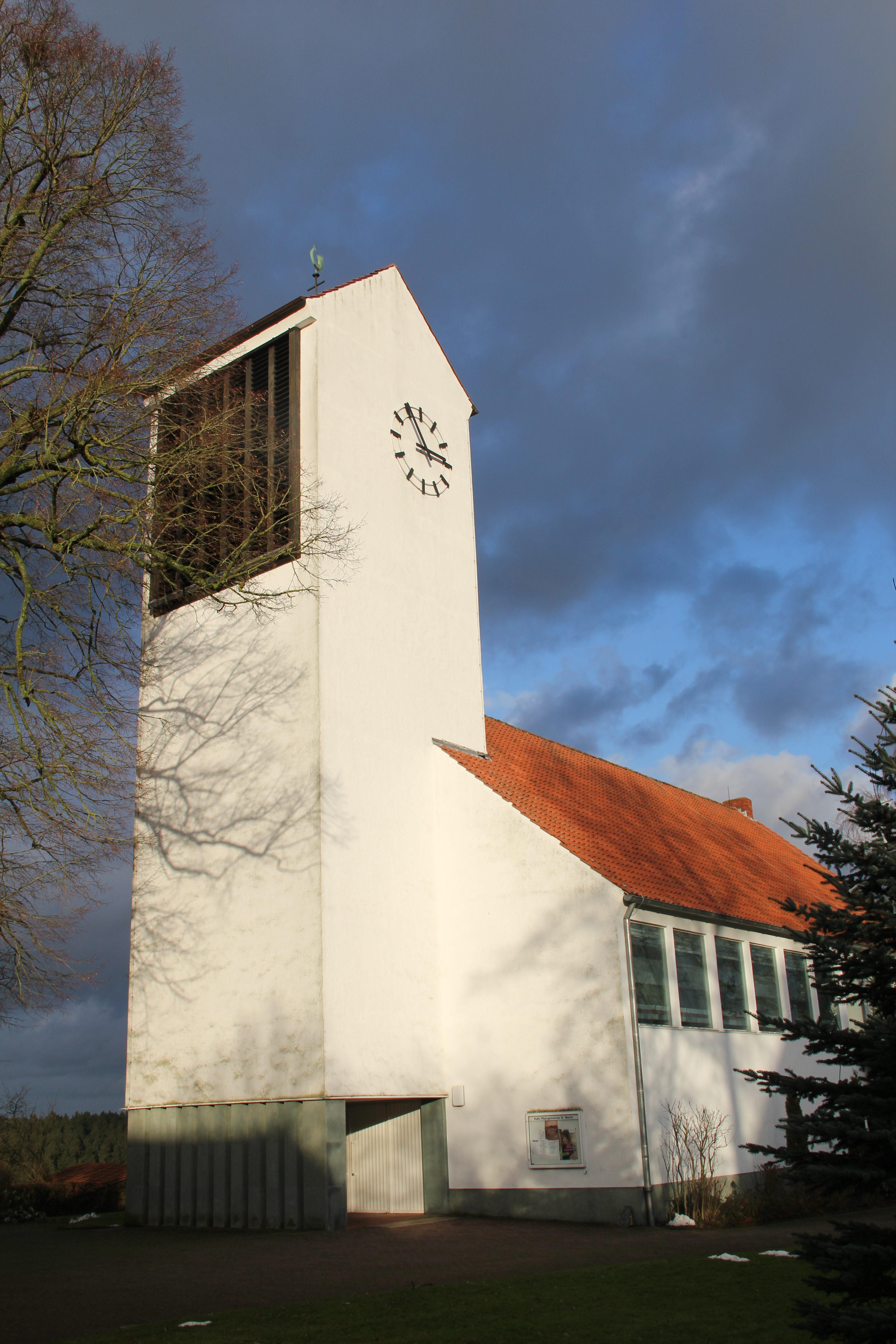
St. Martin (Altenbergen)

Die römisch-katholische, denkmalgeschützte Pfarrkirche St. Martin steht in Altenbergen, einem Ortsteil der Stadt Marienmünster im Kreis Höxter von Nordrhein-Westfalen. Die Kirchengemeinde gehört zum Pastoralen Raum Steinheim-Marienmünster-Nieheim im Dekanat Höxter des Erzbistums Paderborn.

## Beschreibung
Die Saalkirche wurde 1960 erbaut, nachdem die alte Kirche wegen Baufälligkeit abgebrochen werden musste. Im Westen des mit einem Satteldach bedeckten Langhauses ist der querrechteckige, mit einem Satteldach bedeckte Kirchturm leicht eingestellt, dessen oberstes Geschoss an den schmalen Seiten die Zifferblätter der Turmuhr enthält und an den breiten Seiten die Klangarkaden, hinter denen sich der Glockenstuhl befindet. 
Im Innenraum befinden sich ältere Skulpturen, darunter ein gekreuzigter Jesus, der vor 1250 entstanden ist, und eine Mondsichelmadonna, die um 1530 gebaut wurde.